# 默爾庫萊什蒂鄉 (雅洛米察縣)
44°34′N 27°31′E / 44.567°N 27.517°E
默爾庫萊什蒂鄉（羅馬尼亞語：Mărculești, Ialomița），是羅馬尼亞的鄉份，位於該國南部，由雅洛米察縣負責管轄，面積44平方公里，2007年人口1,641，人口密度每平方公里38人。